# Downy (assouplissant)
Cet article concerne la marque d'assouplissant de tissus. Pour le groupe post-rodk japonais, voir downy.
Downy, également connu sous le nom de Lenor en Europe, en Russie et au Japon, est une marque américaine d'assouplissant de tissus produit par Procter & Gamble et vendue aux États-Unis. 
Elle est apparue aux États-Unis en août 1960 et s'est répandue dans tout le pays en décembre 1961. Elle a également été vendue aux Philippines, en Malaisie, en Indonésie, à Singapour, en Thaïlande, au Viêt Nam, en Corée du Sud, en Égypte, au Kenya et en Amérique latine.
L'assouplissant est entré en Chine en 2007 mais a cessé plus tard. Des perles parfumées sous la marque Downy sont vendues en Chine depuis décembre 2017. Le projet de renommer Lenor en tant que Downy au Royaume-Uni a été abandonné en 2002.
Amy Sedaris et Tituss Burgess ont été utilisés pour promouvoir la gamme Downy / Lenor Unstoppables aux États-Unis et au Royaume-Uni. Les publicités ont été filmées par Gray Advertising.